# Howard M. Little
Howard M. Little war ein US-amerikanischer wissenschaftlicher Mitarbeiter, der für die Unicorn Engineering Corp. arbeitete. Er wurde 1958 mit einem Oscar für „Wissenschaft und Entwicklung“ ausgezeichnet. Bei dem Preis handelt es sich um eine sogenannte Class-II-Auszeichnung, da die Preisträger keine Oscar-Statuette (Class I), sondern eine Oscar-Plakette (Class II) erhalten.

## Berufliches
1958 wurde Little zusammen mit Lorand Wargo und Harlan L. Baumbach, die seinerzeit alle bei der Unicorn Engineering Corp. beschäftigt waren, mit einer Oscar-Plakette in der Kategorie „Wissenschaft und Entwicklung“ geehrt „for the development of an automatic printer light selector“ (für die Entwicklung eines automatischen Druckerlichtwählers).
Darüber, was Howard M. Little vor und nach seiner Zeit bei der Unicorn Engineering Corp. beziehungsweise dem Erhalt der Auszeichnung getan hat, und welche Ausbildung genau er durchlaufen hat, liegen keine Erkenntnisse vor.

## Auszeichnung
- 1958: Oscar in der Kategorie Wissenschaft und Entwicklung